# Nobunagun
Nobunagun (ノブナガン Nobunagan?) es un manga de acción serializado en la revista Comic Earth Star de Earth Star Entertainment desde 2011. Una adaptación a serie de anime producida por Bridge empezó a emitirse el 5 de enero de 2014.

## Sinopsis
En el año 2013, Shio Ogura es una estudiante de instituto japonesa que visita Taiwán en un viaje escolar. De pronto, Kaohsiung, la ciudad donde se encuentran, es atacada por monstruos llamados "Objetos Invasores Evolucionarios" (進化侵略体?), incapaces de ser derrotados por el ejército convencional. Aparecen unos agentes conocidos como los "Portadores del Gen E" (E遺伝子ホルダー?) pertenecientes a la agencia gubernamental DOGOO, que empuñan armas infundidas con los espíritus de personajes históricos. Shio descubre que ella también es una Portadora del Gen E cuando el alma de Oda Nobunaga despierta dentro de ella al intentar rescatar a una amiga.

## Personajes

### Personajes Principales
Shio Ogura (小椋しお Ogura Shio?)
 Seiyū: Shiori Mutō
Una estudiante de Japón que atiende a un instituto femenino. Es una portadora del Gen E de Oda Nobunaga. Es bastante torpe y un poco despistada, por lo que la mayoría de sus compañeras de clase, a excepción de Asao, evitan acercarse a ella. Tiene una fascinación por el equipamiento militar, aunque trata de esconderlo para que sus compañeras no piensen que es rara. Se une a DOGOO tras el incidente de Kaohsiung.
Nobunagun (Oda Nobunaga) (ノブナガン（織田信長） Nobunagan (Oda Nobunaga)?)
 Seiyū: Nobuo Tobita
Adam Muirhead/Jack el Destripador (アダム・ミューアヘッド/切り裂きジャック Adamu Mūaheddo/Kirisaki Jakku?)
 Seiyū: Tatsuhisa Suzuki

### Personajes Secundarios
Mahesh Mirza/Mahatma Gandhi (マヘシュ・ミルザ/マハトマ・ガンジー Maheshu Miruza/Mahatoma Ganjii?)
 Seiyū: Nobunaga Shimazaki
Jess Beckham/Isaac Newton (ジェス・ベッカム/アイザック・ニュートン Jesu Bekkamu/Aizakku Nūton?)
 Seiyū: Yū Asakawa
Comandante (壱与 Iyo?)
 Seiyū: Ai Sato
DOGOO (土偶 Dogō?)
 Seiyū: Akeno Watanabe
St. Germain (サンジェルマン Sanjeruman?)
 Seiyū: Kōji Yusa
François Vidocq (ヴィドック Vidokku?)
 Seiyū: Akira Ishida
Galiko/Galileo Galilei (ガリ子 Gariko?)
 Seiyū: Sumire Uesaka
Kaoru Asao (浅尾 かおる Asao Kaoru?)
 Seiyū: Haruno Inoue
Geronimo
 Seiyū: Chiwa Saitō
Ibukigīn Erdenbileg/Cyx (イブキギーン・エルデネビルグ Ibukigīn Erudenebirugu?)
 Seiyū: Mutsumi Tamura
Antoni Gaudi (アントニ・ガウデ Antoni Gaudi?)
 Seiyū: Ayumu Murase
Hunter/John Hunter (ハンター Hantā?)
 Seiyū: Makoto Yasumura
Annus/Robert Capa (アヌシュ Anushu?)
 Seiyū: Kenjirō Tsuda

### Otros Personajes
Dai Zong
 Seiyū: Kenta Matsumoto
Maria Williams
 Seiyū: Kyōko Narumi
Gonda
 Seiyū: Shōto Kashii
Madre de Shio
 Seiyū: Yō Taichi
Harold S. Conway
 Seiyū: Yoshihisa Kawahara

## Adaptaciones

### Anime
Una adaptación en formato anime producida por Bridge empezó su emisión el 5 de enero de 2014. El tema de inicio es "Respect for the dead man" por Pay money To my Pain.

#### Personal
| - Creador original: Masato Hisa (Comic Earth Star) - Director: Nobuhiro Kondo - Director asistente: Takeshi Furuta - Composición de la serie: Hiroshi Yamaguchi - Diseño de personajes: KAZZ T, Hiromi Matsushita - Diseño de Objetos Invasores Evolucionarios: Hiromi Matsushita - Diseño mecánico: Hirofumi Nakata, Kenichi Takase - Director artístico: Maho Takahashi - Diseño de color: Keiichi Funada - Director de fotografía: Katsufumi Sato | - Montaje: Kumiko Sakamoto - Director de sonido: Masanori Tsuchiya - Música: Yutaka Shinya - Productor: Manabu Tamura (VAP), Norihiro Ito (Yomiuri TV), Hiroaki Tsunoda (YTE) y Fumihiko Kimura - Productor de animación: Yoichi Watanabe - Animación: Bridge - Producción: Comité de Producción de Nobunagun (VAP, Earth Star Entertainment, Yomiuri TV, YTE, DAX International y Escuela de Actuación y Narración de Japón) |